# Präsidentschaftswahl in Slowenien 1992
Die Präsidentschaftswahl in Slowenien 1992 fand am 6. Dezember 1992 statt. Es war die erste freie Direktwahl eines Staatsoberhauptes seit der Proklamation der Unabhängigkeit 1991 und dem Ende des Unabhängigkeitskrieges. Gewinner der Wahl war der bisherige Amtsinhaber Milan Kučan (parteilos).

## Wahlsystem
Der Staatspräsident wurde in direkter und geheimer Wahl vom Volk für eine Amtszeit von 5 Jahren gewählt. Eine anschließende Wiederwahl war einmalig möglich. Um an der Wahl teilnehmen zu können, musste ein Kandidat die slowenische Staatsbürgerschaft besitzen. Die Wahl wurde vom Präsidenten der Staatsversammlung ausgeschrieben und musste spätestens 15 Tage vor Ablauf der Amtszeit des vorigen Präsidenten stattfinden. Als gewählt galt der Kandidat, welcher die absolute Mehrheit der Stimmen erhielt. Sollte keiner der Kandidaten die absolute Mehrheit der Stimmen erreichen, so musste eine Stichwahl zwischen den zwei Kandidaten stattfinden, welche die meisten Stimmen erhalten haben.
Sollte die reguläre Amtszeit des Präsidenten während eines Kriegs- oder Ausnahmezustandes ablaufen, so endete sein Amt erst sechs Monate nach Beendigung des Kriegs- oder Ausnahmezustandes.

## Kandidaten
Zur Wahl traten insgesamt acht Kandidaten an. Der bisherige Amtsinhaber Milan Kučan (parteilos) kandidierte erneut für das Amt des Staatspräsidenten und würde im Falle eines Wahlsieges erst die erste von zwei möglichen Amtszeiten nach der 1991 verabschiedeten Verfassung antreten. Weitere Kandidaten waren France Tomšič (SDSS), Darja Bebler (SSS), Jeljko Kacin (DS), Stanko Busar (SLS), Ljubo Sirc (LDS), Alenka Slana (NDS) und Ivan Bizjak (SKD).

## Wahlergebnis
Milan Kučan konnte im ersten Wahlgang mehr als 60 Prozent der Stimmen auf sich vereinen und erhielt damit die absolute Mehrheit der Stimmen. Somit hatte er die Wahl klar gewonnen und es war kein zweiter Wahlgang erforderlich.
| Kandidaten          | Kandidaten            | Parteien                            | Stimmen   | %    |
| ------------------- | --------------------- | ----------------------------------- | --------- | ---- |
|                     | Milan Kučan           | Parteilos                           | 793.851   | 63,9 |
|                     | Ivan Bizjak           | Slovenski krščanski demokrati       | 262.847   | 21,2 |
|                     | Jelko Kacin           | Demokratska stranka                 | 90.711    | 7,3  |
|                     | Stanko Buser          | Slovenska ljudska stranka           | 24.042    | 1,9  |
|                     | Darja Lavtižar-Bebler | Socialistična stranka Slovenije     | 22.681    | 1,8  |
|                     | Alenka Žagar-Slana    | Narodno demokratska stranka         | 21.603    | 1,7  |
|                     | Ljubo Sirc            | Liberalna demokracija Slovenije     | 18.774    | 1,5  |
|                     | France Tomšič         | Socialdemokratska stranka Slovenije | 7.849     | 0,6  |
| Gesamt              | Gesamt                | Gesamt                              | 1.242.358 | 100  |
|                     |                       |                                     |           |      |
| Ungültige Stimmen   | Ungültige Stimmen     | Ungültige Stimmen                   | 35.797    | 2,8  |
| Wähler              | Wähler                | Wähler                              | 1.278.155 | 85,7 |
| Wahlberechtigte     | Wahlberechtigte       | Wahlberechtigte                     | 1.491.374 |      |
|                     |                       |                                     |           |      |
| Quelle: Uradni list |                       |                                     |           |      |